# Santa Cruz (Venezuela)
Santa Cruz é uma cidade venezuelana, capital do município de José Angel Lamas.